# Krzywe zwierciadło historii współczesnej

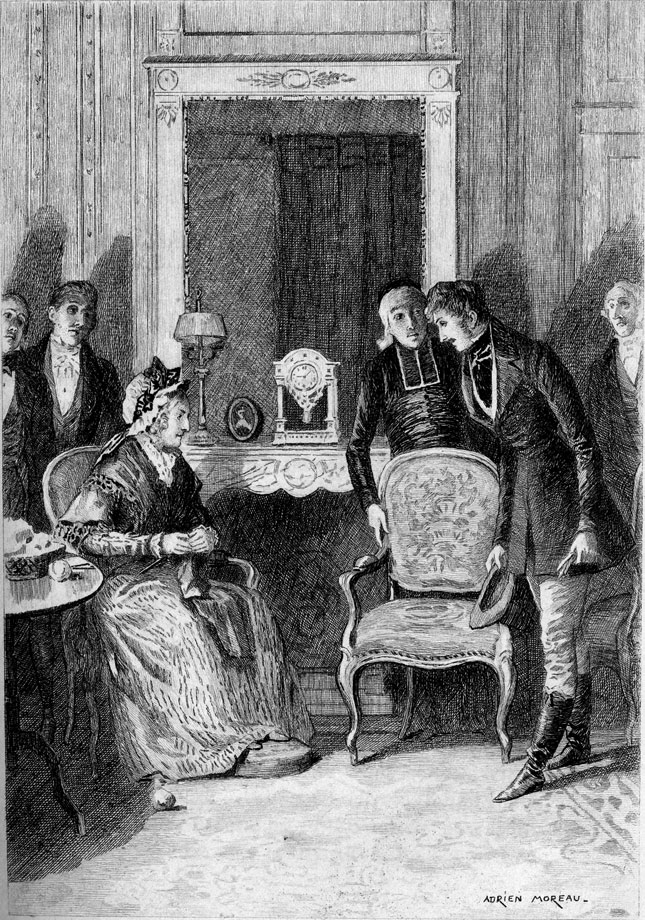

Krzywe zwierciadło historii współczesnej (oryg. fr. L’Envers de l’histoire contemporaine) – powieść Honoriusza Balzaka opublikowana w 1848, stanowiąca część Scen z życia paryskiego Komedii ludzkiej, ostatni utwór pisarza.

## Treść
Młody Godfryd, rozczarowany dotychczasowym życiem, porzuca zajmowany wcześniej wystawny pałac i zamieszkuje w pensjonacie na wyspie Cité, gdzie przypadkowo spotyka baronową de la Chanterie oraz jej przyjaciela, znanego jako „pan Alan”. Obydwoje prowadzą tajne stowarzyszenie Braci Pocieszenia, którego zadaniem jest sekretna działalność charytatywna. Godryd postanawia przyłączyć się do grupy. Po przejściu przez skomplikowane rytuały inicjacyjne otrzymuje zadanie – zdobycie informacji o niejakim Bernardzie, biedaku żyjącym razem z ciężko chorą córką Wandą i wnukiem (synem Wandy), Augustem. Okazuje się, że rzekomy Bernard to były prokurator, baron de Bourlac, który nieomal doprowadził niegdyś do zgilotynowania pani de la Chanterie. Mimo to stowarzyszenie umożliwia mu leczenie córki, a także pomaga w wydaniu traktatu prawnego, co pozwala mu na nowo godnie żyć. Przez nieopatrzność Godfryda Bourlac dowiaduje się, kim są tajemniczy dobroczyńcy, pojawia się w pensjonacie, gdzie baronowa wybacza mu wszelkie winy.

## Cechy utworu
Krzywe zwierciadło historii współczesnej jest kolejną realizacją motywu tajnego, potężnego stowarzyszenia, który fascynował pisarza od wielu lat, i który wcześniej realizowany był m.in. w Ojcu Goriot (Vautrin na czele Stowarzyszenia Dziesięciu Tysięcy) oraz niedokończonej Historii Trzynastu. W odróżnieniu jednak od poprzednich opisywanych grup, związanych ze światem przestępczym lub też działającymi na pograniczu prawa, opisani w powieści Bracia Pocieszenia realizują wartości uważane za pisarza za wybitnie pozytywne – niosą zgodę, pomoc i pocieszenie. W ten sposób balzakowska fascynacja energią, czynem i działaniem zostaje połączona z postulowaną przez niego (np. na kartach Wiejskiego proboszcza) działalnością dobroczynną podejmowaną dobrowolnie przez jednostki pragnące służyć społeczeństwu. Balzak powrócił również do motywu choroby psychicznej (po Żegnaj) oraz do motywu „reliktu przeszłości”, grupy ludzi żyjących wg przebrzmiałych już zasad wśród nowoczesnego społeczeństwa (jak np. w Gabinecie starożytności). Ten ostatni fakt dodatkowo podkreślała lokalizacja siedziby Bractwa – w cieniu katedry Notre Dame, czyli zarówno w centrum Paryża, jak i w jego najstarszej, najmniej zmienionej architektonicznie dzielnicy.
Sam Balzak, choć nie wiedział, że będzie to jego ostatnia powieść, wyznaczył dla niej miejsce „szczytowe” w Komedii ludzkiej. Chciał, by po szczegółowych opisach niemoralnego wielkiego świata, przedstawieniu zła wyrządzanego na różne sposoby przez pragnących za wszelką cenę się wzbogacić, utwór stanowił przeciwwagę, przedstawienie osób czyniących bezinteresowne dobro. Dzieło zyskało bardzo różne oceny, krytycy podkreślali zwłaszcza poważne odejście od zasady realizmu, idealistyczną motywację jednostek, zbyt wyraźnie eksponowany dydaktyczny charakter utworu. Inni widzieli w dziele wiele ironii w opisie rytuałów wstępowania do bractwa, wierności królowi prezentowanej przez jego członków, ich bezgranicznej wierze w możliwość zmieniania społeczeństwa poprzez dobroczynność. Zdaniem tych krytyków utwór był raczej kontynuacją przesłania Gabinetu starożytności z jego zapowiedzią całkowitego zdeklasowania szlachty, niż jego antytezą.